# Orthagoriscicola muricata
Orthagoriscicola muricata är en kräftdjursart som först beskrevs av Henrik Nikolai Krøyer 1837.  Orthagoriscicola muricata ingår i släktet Orthagoriscicola och familjen Cecropidae. Inga underarter finns listade i Catalogue of Life.